# Subaru B5 TPH
La subaru B5-TPH est un concept de voiture hybride créé par Subaru en 2007.

## Présentation
Cette voiture a été présentée par Subaru au Salon de Tokyo en 2007. Cette voiture a été développée à l'aide de Fuji Heavy Industries.